# Southern Denkalya Subregion
Southern Denkalya Subregion är ett distrikt i Eritrea.   Det ligger i regionen Södra rödahavsregionen, i den sydöstra delen av landet, 500 km sydost om huvudstaden Asmara.